# Dolores Abril
Dolores Caballero Abril (Cehegin, Murcia, 9 de mayo de 1935 – Espartinas, Sevilla, 25 de octubre de 2020), conocida con el nombre artístico de Dolores Abril, fue una actriz y cantante española.

## Biografía
Cantante de copla andaluza. En 2009 fue galardonada con el premio "Claveles de la Prensa", otorgado por la Asociación de la Prensa de Sevilla.
Estuvo unida sentimental y profesionalmente al cantaor Juanito Valderrama desde 1954. Juntos editaron numerosos discos, entre los que destacan sus Peleas en broma y recorrieron España con diversos espectáculos como Voces de España (1962), Mano a mano (1963), Su Majestad la alegría (1967) o Revolera en el Price (1968).
En su discografía como solista destacan los sencillos Al primer derrote (1959), Tú te casaste (1961), Gloria a Chicuelo II (1962), Miguel de la Cruz Romero (1963) y Qué bonita está la Reina (1963).
También triunfó en el cine. Intervino en las películas:
| Año  | Título             | Personaje       | Dirección          |
| ---- | ------------------ | --------------- | ------------------ |
| 1960 | El emigrante       | Soledad         | Sebastián Almeida  |
| 1965 | Gitana             | Malena Vergas   | Joaquín Bollo Muro |
| 1966 | De barro y oro     | Lola            | Joaquín Bollo Muro |
| 1967 | La niña del patio  | Dolores Abril   | Amando de Ossorio  |
| 1968 | El Padre Coplillas | Consuelo Montes | Ramón Comas        |

Es madre de los cantantes Juan Antonio Valderrama y Juana Dolores Valderrama.